# Прері-В'ю (Техас)
Прері-В'ю (англ. Prairie View) — місто (англ. city) в США, в окрузі Воллер штату Техас. Населення — 8184 особи (2020).

## Географія
Прері-В'ю розташоване за координатами 30°5′9″ пн. ш. 95°59′27″ зх. д. / 30.08583° пн. ш. 95.99083° зх. д. (30.085898, -95.990939).  За даними Бюро перепису населення США в 2010 році місто мало площу 18,68 км², з яких 18,68 км² — суходіл та 0,00 км² — водойми.

## Демографія
Згідно з переписом 2010 року, у місті мешкало 5576 осіб у 949 домогосподарствах у складі 397 родин. Густота населення становила 298 осіб/км².  Було 1128 помешкань (60/км²).
Расовий склад населення:
| - 88,6 % — чорних або афроамериканців - 4,9 % — білих - 0,4 % — азіатів - 0,2 % — корінних американців - 3,8 % — осіб інших рас |

До двох чи більше рас належало 2,2 %. Частка іспаномовних становила 7,7 % від усіх жителів.
За віковим діапазоном населення розподілялося таким чином: 7,3 % — особи молодші 18 років, 88,1 % — особи у віці 18—64 років, 4,6 % — особи у віці 65 років та старші. Медіана віку мешканця становила 20,5 року. На 100 осіб жіночої статі у місті припадало 80,9 чоловіків;  на 100 жінок у віці від 18 років та старших — 80,1 чоловіків також старших 18 років.
Середній дохід на одне домашнє господарство  становив 36 271 долар США (медіана — 29 861), а середній дохід на одну сім'ю — 57 117 доларів (медіана — 44 792). Медіана доходів становила 25 781 долар для чоловіків та 22 131 долар для жінок. За межею бідності перебувало 45,7 % осіб, у тому числі 17,4 % дітей у віці до 18 років та 2,2 % осіб у віці 65 років та старших.
Цивільне працевлаштоване населення становило 2381 особа. Основні галузі зайнятості: освіта, охорона здоров'я та соціальна допомога — 32,8 %, фінанси, страхування та нерухомість — 21,5 %, мистецтво, розваги та відпочинок — 18,6 %, роздрібна торгівля — 16,5 %.